# 컬로처이 칼만
컬로처이 칼만(헝가리어: Kalocsay Kálmán, 에스페란토: Kolomano Kaloĉajo 콜로마노 칼로차요, 1891–1976)은 헝가리의 시인이다. 주로 에스페란토로 작업하였고, 또 에스페란토 번역가로도 활동하였다. 여러 필명을 사용했는데, "C. E. R. Bumy", "Kopar", "Alex Kay", "K. Stelov", "Malice Pik", "Peter Peneter" 등이 있다. 가장 유명한 에스페란토 문학가 가운데 하나이다.

## 생애
1891년에 헝가리에서 태어났다. 의학을 공부하였고, 부다페스트의 병원에서 일했다. 청년 때에 에스페란토와 이도를 배웠다. 1921년에 최초의 시집 《세상과 마음》(에스페란토: Mondo kaj Koro)으로 등단하였고, 그 뒤 수많은 시집들을 발표하였다.
시 말고도, 총 2권의 《에스페란토 백과사전》(에스페란토: Enciklopedio de Esperanto)에 기여하였다.
1976년 부다페스트에서 사망하였다.

## 주요 저서

### 시집
- 《세상과 마음》(에스페란토: Mondo kaj Koro) (1921, 1981)
- 《당겨진 끈》(에스페란토: Streĉita Kordo) (1931, 1978)
- 《비밀의 소네트》(에스페란토: Sekretaj Sonetoj) (1932, 1989. 필명 Peter Peneter)
- 《시로 쓴 초상화》(에스페란토: Rimportretoj) (1934)
- 《사랑의 서(書)》(에스페란토: Libro de amo) (1969. 필명 Peter Peneter)
- 《컬로처이 선집》(에스페란토: La kremo de Kalocsay) (1971)
- 《고립》(에스페란토: Izolo) (1977)
- 《악마의 12야》(에스페란토: La dekdu noktoj de satano) (1990)
- 《시는 사지 못한다》(에스페란토: Versojn oni ne aĉetas), (1992)
- 《수확한 후》(에스페란토: Postrikolto) (2004)
- 《널리 심어진 꽃》(에스페란토: Dissemitaj floroj) (2005)

### 단편소설
- 〈나의 생각〉(에스페란토: Mia penso) (온라인), (1957) 《Norda Prismo》 4:182–185.

### 언어학·에스페란토학
- 《언어·문체·형식》(에스페란토: Lingvo Stilo Formo, 에세이집. 1판 1931년, 2판 1963년, 3판 1970년)
- 《파르나소스 길잡이》(에스페란토: Parnasa Gvidlibro, 가스통 바랭기앵과 공저, 1판 1932년, 2판 1968년, 3판 1984년)
- 《은빛의 짝》(에스페란토: Arĝenta Duopo, 버기 줄러와 공저, 1937년)
- 《에스페란토 어근의 문법적 성질》(에스페란토: La gramatika karaktero de la Esperantaj radikoj, 1판 1938년, 2판 1980년)
- 《에스페란토 문법》(헝가리어: Eszperantó nyelvtan, 1948년)
- 《금빛의 짝》(에스페란토: Ora Duopo, 버기 줄러와 공저, 1966년)
- 《정규 에스페란토 문법》(헝가리어: Rendszeres eszperantó nyelvan, 1966, 1968, 2004)
- 《시간을 건너는 여행》(에스페란토: Vojaĝo inter la tempoj, 출판사 Stafeto, 1966년)
- 《DOMFABRIKO: 6000 frazeologiaj esprimoj hungaraj-Esperantaj》 (Ada Csiszár 공저, 1975년)
- 《어떻게 창작하고 번역하는가》(에스페란토: Kiel verki kaj traduki, 1979년)
- 《에스페란토 분석 문법》(Plena Analiza Gramatiko, 가스통 바랭기앵과 공저, 1980년)
- 《명연설 10편 선집》(에스페란토: Dek prelegoj, 1985년)
- 《질문 없는 대답》(에스페란토: Sendemandaj respondoj, 출판사 Sezonoj, 1992년)
- 《Diino Hertha》(1992년)
- 《8000 frazeologiaj esprimoj》(Ada Csiszár 공저, 2003년)

## 같이 보기
- 버기 줄러

## 참고 문헌
- Csiszár, Ada (1994). 《In Memoriam dr. Kalocsay Kálmán》.
- Mayer, Herbert (1987). 《La eterna neologisma diskuto: Kalocsay kaj la sekvo》.
- Csiszár, Ada. 《Senvuale: Pri la Pseŭdonimoj de Kálmán Kalocsay》.
- Degenkamp, G.J. (1947). 《Esperanto 60-Jara. Skizo pri la Evoluo de la Lingvo Literatura》. 36-37쪽.
- Tonkin, Humphrey (1961년 11월). “Kelkaj pensoj pri Kalocsay”. 《La nica literatura revuo》 (에스페란토) 7 (2): 58-63. 2015년 7월 10일에 원본 문서에서 보존된 문서. 2014년 2월 11일에 확인함.
- Rossetti, Reto. “Al K. Kalocsay”. 《Nica Literatura Revuo》 (에스페란토) 1 (4): 121. 2015년 7월 10일에 원본 문서에서 보존된 문서. 2014년 1월 26일에 확인함.